# Addix
Die Addix war ein ursprünglich persisches Volumenmaß der Antike. Sie wurde zur Messung von Getreide verwendet. Sie wird als böotisches Hohlmaß in der Literatur geführt.
- 1 Addix = 4 Chönikes/Choinix = 265 Kubikzoll (engl.)[1] = 4,34 Liter (errechn. aus Kubikzoll)
- 1 Addix = 1⁄12 Artabe = 4,65 Liter[2]
  - 1 Artabe = 55,81 Liter

- Babylonisches System: 1 Epha = 9 Addix = 18 Kapithe = 72 Sechzigstel[3]
  - 1 Addix = 8 Sechzigstel = 4,04 Liter[3]

- Persisches System: 1 Artabe = 12 Addix = 48 Kapetis (1,14 Liter)[3]
  - 1 Addix = 9 Sechzigstel = 4,55 Liter[3]